# Бернардо Провенцано
Бернардо Провенцано (на италиански: Bernardo Provenzano; род. 31 януари 1933, Корлеоне, Италия), наричан с прозвището „Булдозерът“, е член на сициалианската мафия (Коза ностра).
Той е глава на мафиотската фамилия Корлеонези – клон на мафията, възникнал в град Корлеоне. Смята се, че през последните 4 десетилетия той де факто е босът на босовете (капо ди тути капи) в цялата Сициалианска мафия до официалното му арестуване през 2006 година.
Провенцано се укрива от властите от 1963 година, когато близо до родния му град Корлеоне собственоръчно убива местния мафиот Паоло Стрева. Това убийство разпалва мафиотска война в Сицилия, в която загиват 52 души. Арестуван е на 11 април 2006 година , след което е осъден на доживотен затвор.